# Asamblea Departamental de Córdoba
La Asamblea Departamental de Córdoba es una corporación político administrativa del departamento del Córdoba, Colombia. Esta entidad está conformada por 13 diputados, quienes representan el poder legislativo autónomo a nivel regional. Estos son elegidos por votación popular y ejercen durante un período de 4 años y sirven como mediadores entre toda la población del departamento. La sede principal está ubicada en la carrera 4 # 26 27 de la ciudad de Montería.
Está amparada por la Constitución Política de Colombia y goza de autonomía y presupuesto. Como ente territorial, emite órdenes y decretos que son de obligatorio cumplimiento.

## Objetivos y políticas
La Asamblea Departamental de Córdoba tiene por objetivos la reglamentación y la prestación de los servicios a cargo del departamento de Córdoba. Todos los objetivos van orientados al servicio y «armonizar la gestión pública con la misión institucional y los intereses colectivos».
En términos generales, está al servicio y la disposición de toda la población que conforma el departamento de Córdoba y los entes territoriales.

## Mesa directiva
La Asamblea Departamental de Córdoba se compone de una Mesa directiva oficial. Está formada por el presidente, primer vicepresidente y segundo vicepresidente y ejercen sus funciones en enero del año en que fueron seleccionados.
La Mesa directiva está conformada de la siguiente manera:
- Presidente: Said Bitar Castilla
- Primer Vicepresidente: José Julian Peñate
- Segundo Vicepresidente: Dario Mendoza Fuentes
- Secretaria General: Evilma Osorio Hernández